# Mansión de Vecauce
La Mansión de Vecauce (en letón: Vecauces muižas pils; en alemán: Schloss Alt-Autz), también conocida como Mansión de Auce, es una casa señorial cerca de la ciudad de Auce en la región histórica de Semigalia, en Letonia originalmente diseñada por Friedrich August Stüler para el Conde Johan Friedrich von Medem y construida entre 1839 y 1843. Desde 1920, el edificio ha sido utilizado con propósitos educativos y actualmente es gestionado por la Universidad de Ciencias y Tecnología de Letonia.

## Historia
La Mansión de Vecauce fue diseñada por Friedrich August Stüler para el Conde Johan Friedrich von Medem, la construcción empezó en 1839 y fue completada en 1843. Cuando la mansión fue construida, el Conde Johan Fridrih fon Medem poseía unas 400 ha de tierras arables y otras pocas mansiones en Zemgale.
Durante la revolución rusa de 1905, la mansión fue incendiada. La familia von Medem restauró la mansión en 1907, pero el interior fue simplificado y perdió la mayor parte de la decoración. Después de la reforma agraria letona de la década de 1920, la mansión fue nacionalizada y se convirtió en propiedad de la Universidad de Letonia. La mansión ha sido usada como un lugar de práctica para estudiantes de agricultura. Durante la Segunda Guerra Mundial, la mansión fue gravemente dañada por los ejércitos soviético y alemán. Después de la guerra, la mansión fue ocupada por la Universidad de Ciencias y Tecnología de Letonia, que reconstruyó el edificio. La mansión perdió la mayor parte de sus interiores restantes y las salas fueron remodeladas y adaptadas para propósitos educativos. Desde 1956, todos los estudiantes de agronomía y zootecnia de la Universidad han estudiado sus cursos prácticos en la Mansión de Vecauce. La universidad todavía posee la mansión, y hoy alberga la granja de estudio e investigación de Vecauce.